# Lúcio Licínio Varrão Murena
Lúcio Licínio Varrão Murena (em latim: Lucius Licinius Varro Murena; m. 22 a.C.) foi um político romano que foi acusado de conspirar contra o imperador Augusto (r. 27 a.C.–14 d.C.). Inicialmente um legado na Síria em 24−23 a.C., participou, em 22 a.C., do julgamento de Marco Primo, o antigo procônsul da Macedônia, defendendo-o. Após Marco ser considerado culpado, em algum momento antes de 1 de setembro do mesmo ano, Murena foi acusado de participar duma conspiração contra o imperador, o que lhe custou a vida.

## Biografia

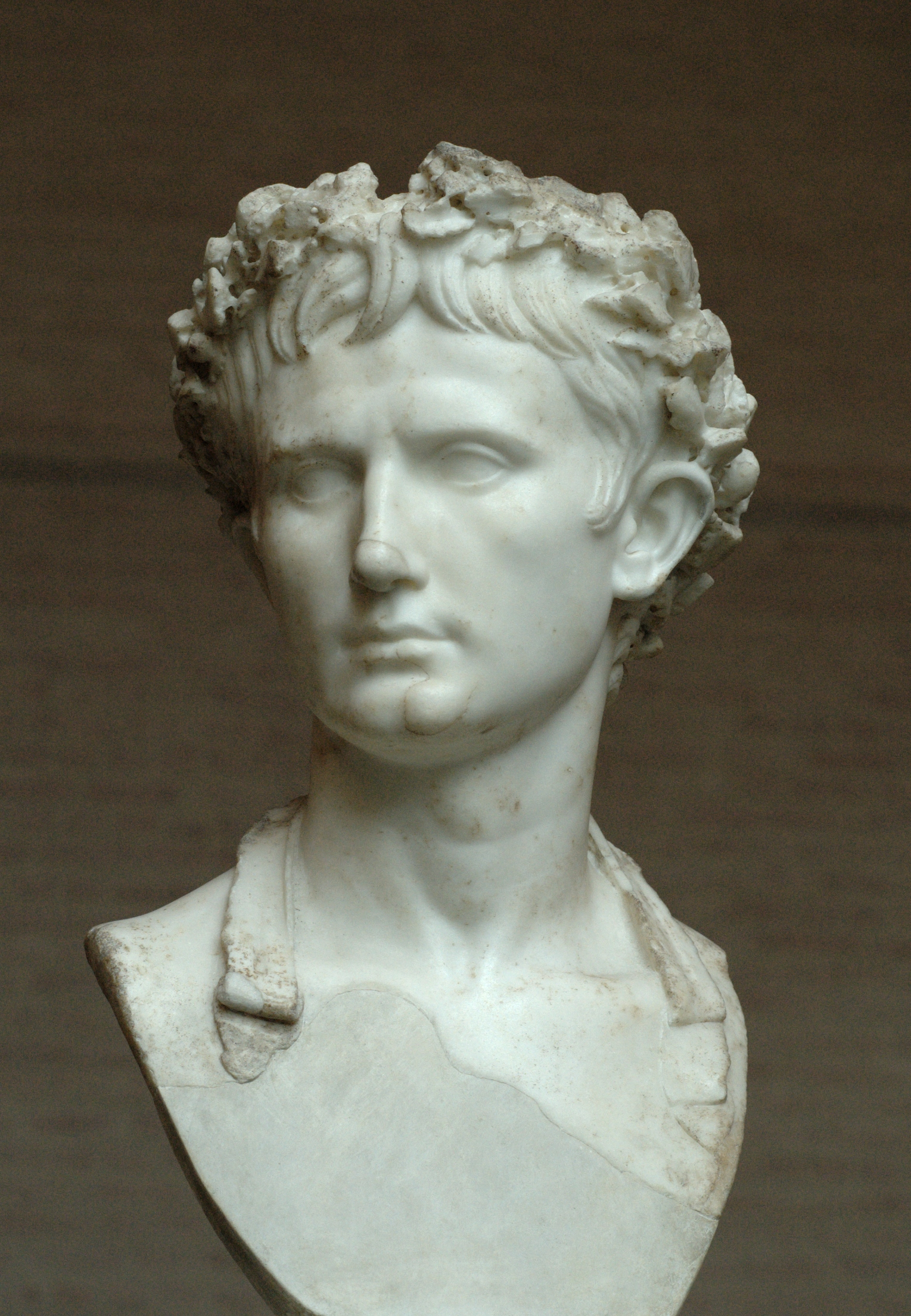
Augusto com a coroa cívica,
na. Gliptoteca de Munique

Originário de Lanúvio, Murena foi o filho natural de Lúcio Licínio Murena, que foi cônsul em 62 a.C.. Foi adotado por Aulo Terêncio Varrão, cujo nome apropriou-se. Sua irmã adotiva, Terência, casou-se com Caio Cílnio Mecenas, o proeminente conselheiro e amigo de Augusto e patrono das artes, enquanto seu irmão adotivo, Aulo Terêncio Varrão Murena, foi cônsul designado pelo ano 23 a.C..
O primeiro posto atribuído a ele durante sua carreira foi o de legado na Síria entre 24−23 a.C., quando foi substituído por Marco Vipsânio Agripa. Em 22 a.C., Murena estava de volta em Roma, quando foi chamado para defender Marco Primo, o antigo procônsul da Macedônia, contra as acusações de guerrear com o Reino Odrísio da Trácia, cujo rei foi um aliado romano, sem aprovação prévia do senado. Murena contou à corte que seu cliente havia recebido instruções específicas do imperador Augusto para que atacasse o Estado cliente. Mais tarde, Primo testemunhou que as ordens vieram do então adoentado Marcelo, o herdeiro aparente de Augusto.
A situação era tão séria, que o imperador apareceu para o julgamento, mesmo sem ter sido chamado como testemunha. Sob juramente, declarou que não teria dado tal ordem, porém Murena, desacreditando o testemunho de Augusto e ressentindo sua tentativa de subverter o julgamento pelo uso de sua auctoritas (autoridade), rudemente exigiu saber por quê o príncipe veio sem ser chamado; Augusto respondeu-o que veio em interesse público. Embora Primo foi considerado culpado, alguns jurados votaram que era inocente, talvez desacreditando as palavras de Augusto.
Em algum momento antes de 1 de setembro de 22 a.C., um certo Castrício forneceu a Augusto informações sobre uma conspiração liderada por Fânio Cépio contra o príncipe. Murena esta entre os conspiradores. Sendo informado das acusações por sua irmão Terência, que por conseguinte havia sido notificada por seu marido Murenas, Murena aparentemente fugiu. Um tribunal é convocado em sua ausência, com Tibério agindo como procurador (prosecutor). O juri considerou Murena, junto com outros acusados, culpado, embora o veredito não tenha sido unânime. Sentenciado à morte por traição, Murena foi executado logo após ser capturado sem mesmo dar testemunho em sua defesa.